# Alboraig
Alboraig (en castellà i oficialment, Alborache) és un municipi del País Valencià que es troba a la comarca de la Foia de Bunyol.
Limita amb Bunyol, Dosaigües, Godelleta, Macastre i Iàtova (a la mateixa comarca); i amb Torís (a la Ribera Alta).

## Geografia
El municipi d'Alboraig, de predomini lingüístic castellanoparlant, està situat en el marge dret del riu Bunyol, al capdamunt d'un xicotet tossal, a 304 metres sobre el nivell de la mar, i està circumdat per dos barrancs. La superfície està trencada pels rius Bunyol i Magre, nombrosos barrancs i torrents i no posseïx elevacions notables. La part de major altitud és una estreta i allargada faixa de terreny que arriba fins a la Serra de Dosaigües. A més d'una àmplia xàrcia de sendes rurals, en el terme d'Alboraig trobem diverses fonts i paratges naturals, com ara el popularment conegut com la Vall Feliç. També destaquen llocs com el parc de Sant Jaume, el Lloc del Miracle, el Molí de la Llum i el Centre d'educació ambiental (ACTIO). El terme municipal posseeix diverses zones molt riques en restes arqueològiques d'èpoques romana i àrab, com ara el Prat del Ball o el Regajo.

## Història
Alboraig va ser una població rellevant durant la dominació musulmana, rebent el nom d'Al-buráyj ('la Torreta' en llengua àrab), en honor de la torre islàmica que presidia el municipi i que va ser progressivament destruïda pels avatars bèl·lics patits per la població.
En 1245 fon conquistada als àrabs per Roderic de Liçana, al servici del rei Jaume I, i va ser llar de nombrosos moriscos que van romandre allí fins a la seua expulsió, quedant la seua població reduïda a la mitat. Va ser llavors quan el municipi va obtindre la seua escriptura de carta pobla de mans del Comte de Bunyol, amb el nom d'Alboraig.
La misèria provocada, al llarg dels segles XVII i XVIII, per l'opressió dels comtes de Bunyol, va acabar en 1836 amb el reial decret que va incorporar a la Corona Alboraig i els altres pobles del comtat.

## Demografia
| 1990 | 1992 | 1994 | 1996 | 1998 | 2000 | 2002 | 2004 | 2006  | 2007  |
| ---- | ---- | ---- | ---- | ---- | ---- | ---- | ---- | ----- | ----- |
| 891  | 886  | 914  | 875  | 897  | 905  | 941  | 948  | 1.003 | 1.038 |

## Economia
Malgrat la presència dels dos rius i d'alguns barrancs, la superfície dedicada al regadiu representa una minsa part del total de terrenys conreats. El secà ocupa la major part, amb dedicació principal a garrofers, oliveres i vinyes. Els cereals, el tabac i altres conreus tenen una importància secundària. Al sud hi ha àrees destinades al pasturatge de bestiar local i transhumant. La indústria es compon de tres fàbriques de paper, dues mecàniques, una de puntes de boixets, dues derivades del ciment, una draperia i dos de la construcció, que no només satisfan la demanda d'ocupació de la població, sinó també dels pobles veïns, sobretot Macastre i Iàtova.

## Política i Govern

### Composició de la Corporació Municipal
El Ple de l'Ajuntament està format per 9 regidors. En les eleccions municipals de 26 de maig de 2019 foren elegits 5 regidors del Partit Socialista del País Valencià (PSPV-PSOE) i 4 del Partit Popular (PP).
| Eleccions municipals de 24 de maig de 2015 - Alboraig                                                                          |                                          |                                     |                                     |      |          |          |
| Candidatura | Candidatura                              | Candidatura                         | Cap de llista                       | Vots | Vots     | Regidors |
| | Partit Socialista del País Valencià-PSOE |                                     | Paqui Collado Torres                | 356  | 50,28%   | 5 (+1)   |
| | Partit Popular                           |                                     | Verónica Alcocer Carrión            | 346  | 48,87%   | 4 ()     |
| | Vots en blanc                            |                                     |                                     | 6    | 0,85%    |          |
| Total vots vàlids i regidors                                                                                                   | Total vots vàlids i regidors             | Total vots vàlids i regidors        | Total vots vàlids i regidors        | 708  | 100 %    | 9        |
| | Vots nuls                                | Vots nuls                           | Vots nuls                           | 17   | 2,34%    |          |
| Participació (vots vàlids més nuls)                                                                                            | Participació (vots vàlids més nuls)      | Participació (vots vàlids més nuls) | Participació (vots vàlids més nuls) | 725  | 76,08%** |          |
| Abstenció | Abstenció                                | Abstenció                           | Abstenció                           | 228* | 23,92%** |          |
| Total cens electoral | Total cens electoral                     | Total cens electoral                | Total cens electoral                | 953* | 100 %**  |          |
| Alcaldessa: Paqui Collado Torres (PSPV) (15/06/2019) Per majoria absoluta dels vots dels regidors (5 vots de PSPV)             |                                          |                                     |                                     |      |          |          |
| Fonts: JEC, JEZ Requena, M. Interior, Periòdic Ara. (* No són vots sinó electors. ** Percentatge respecte del cens electoral.) |                                          |                                     |                                     |      |          |          |

### Alcaldes
Des de 2015 l'alcaldessa d'Alboraig és Paqui Collado Torres, del Partit Socialista del País Valencià (PSPV-PSOE).
| Període                       | Alcalde o alcaldessa    | Partit polític | Data de possessió | Observacions |
| ----------------------------- | ----------------------- | -------------- | ----------------- | ------------ |
| 1979–1983                     | Pedro Blasco Carrascosa | UCD            | 19/04/1979        | --           |
| 1983–1987                     | Pedro Blasco Carrascosa | Independent    | 28/05/1983        | --           |
| 1987–1991                     | Jesús Bueno Pérez       | AP             | 30/06/1987        | --           |
| 1991–1995                     | Jesús Bueno Pérez       | PP             | 15/06/1991        | --           |
| 1995–1999                     | Jesús Bueno Pérez       | PP             | 17/06/1995        | --           |
| 1999–2003                     | Jesús Bueno Pérez       | PP             | 03/07/1999        | --           |
| 2003–2007                     | Jesús Bueno Pérez       | PP             | 14/06/2003        | --           |
| 2007–2011                     | Miguel Pinach Montó     | PP             | 16/06/2007        | --           |
| 2011–2015                     | Miguel Pinach Montó     | PP             | 11/06/2011        | --           |
| 2015–2019                     | Paqui Collado Torres    | PSPV-PSOE      | 13/06/2015        | --           |
| 2019-2023                     | Paqui Collado Torres    | PSPV-PSOE      | 15/06/2019        | --           |
| Des de 2023                   | n/d                     | n/d            | 17/06/2023        | --           |
| Fonts: Generalitat Valenciana |                         |                |                   |              |

## Monuments
- Nucli urbà. Al llarg del segle xix el nucli urbà d'Alboraig va créixer cap al nord-est, seguint diversos carrers el traçat rectilini fins a la plaça d'Espanya, així com cap al sud-est, en paral·lel a la carretera de Torís.
- Església de Santiago Apòstol. Construïda entre els segles XVII i XVIII i d'estil neoclàssic.
- La Torre. Edifici fortificat bastit per a residència dels senyors d'Alboraig, destinat actualment a alberg juvenil.
- Jaciments arqueològics. Cal destacar els d'època romana i àrab.

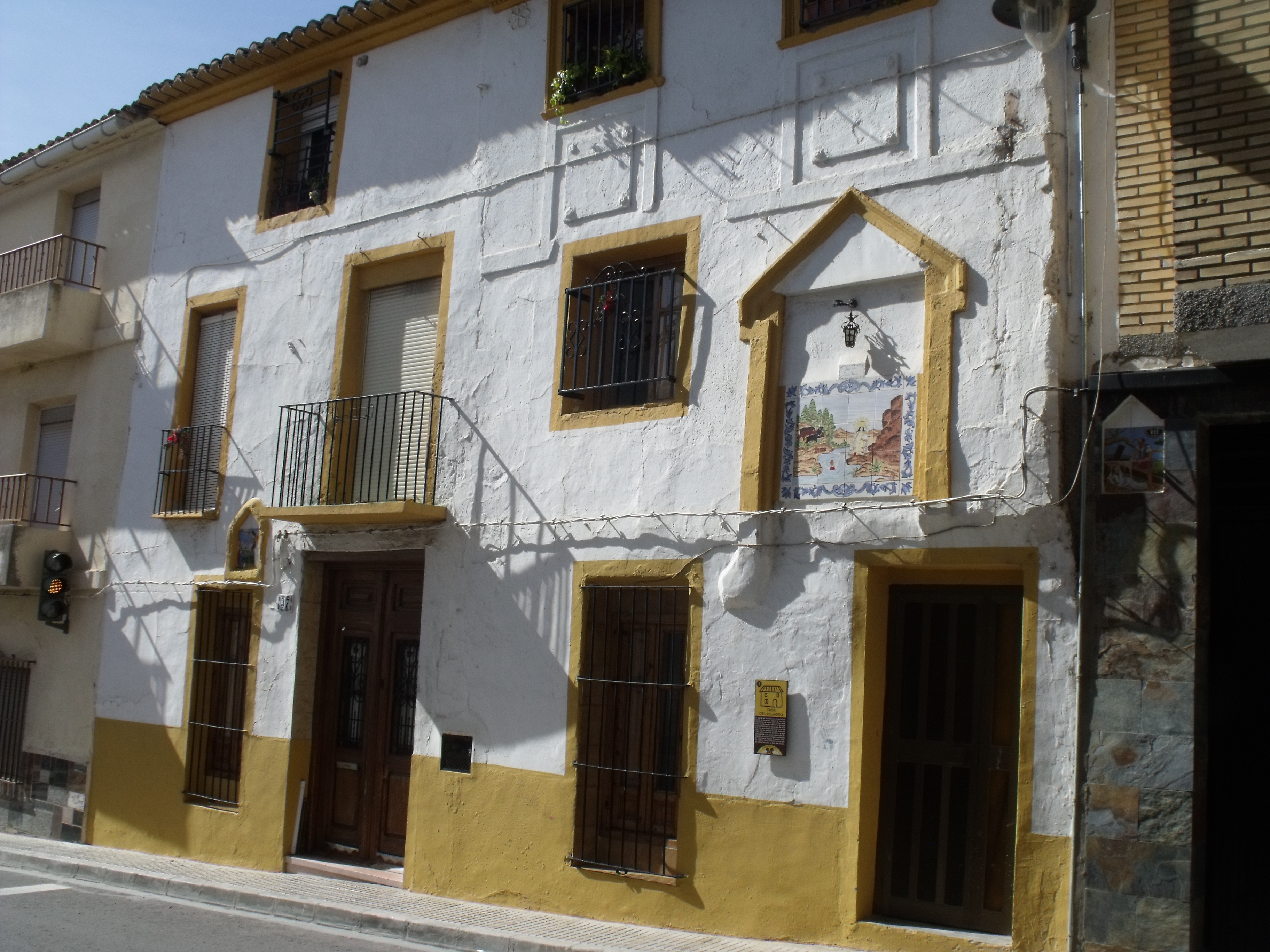
Casa del Miracle.
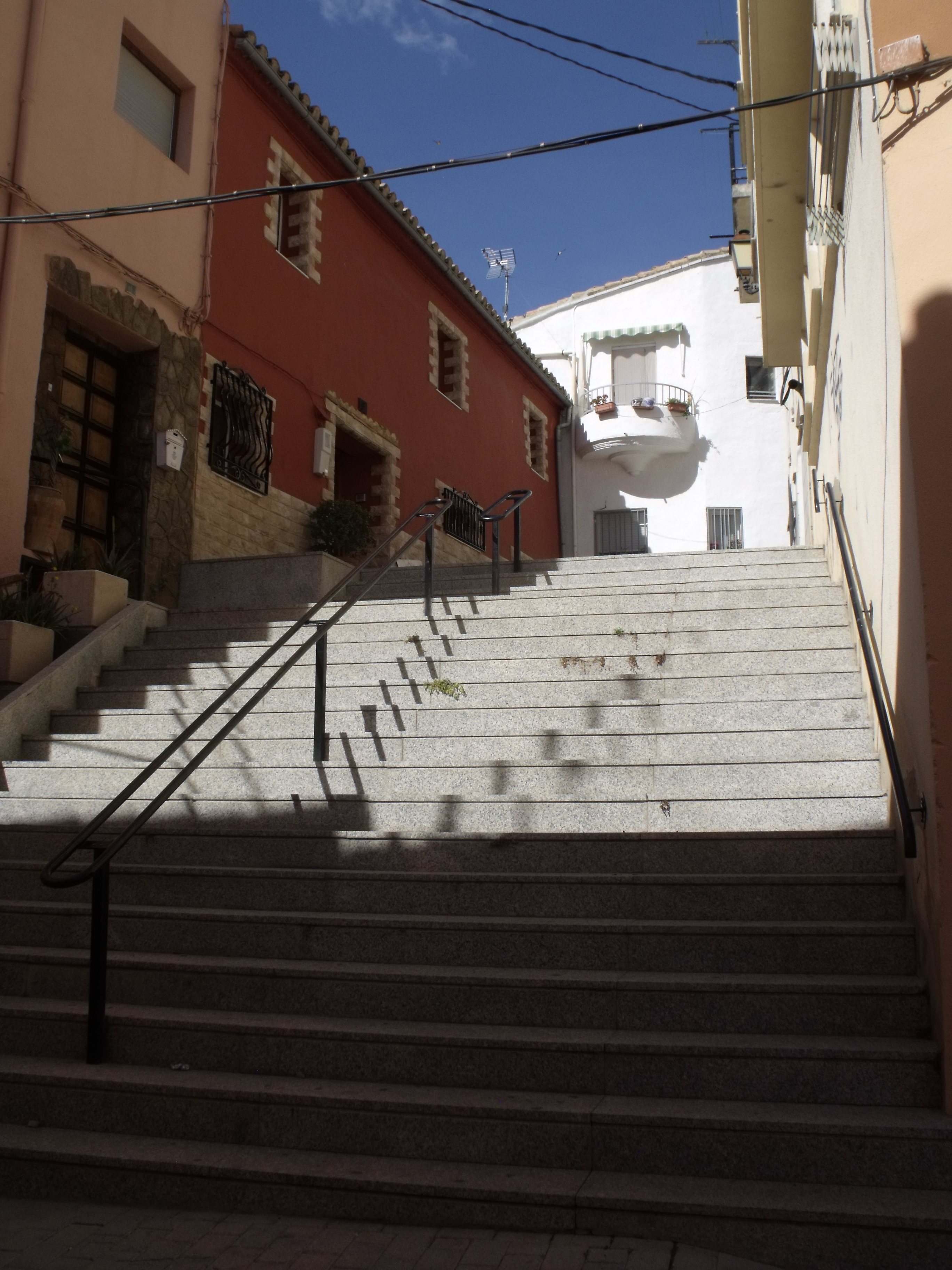
Carrer de la Penya.
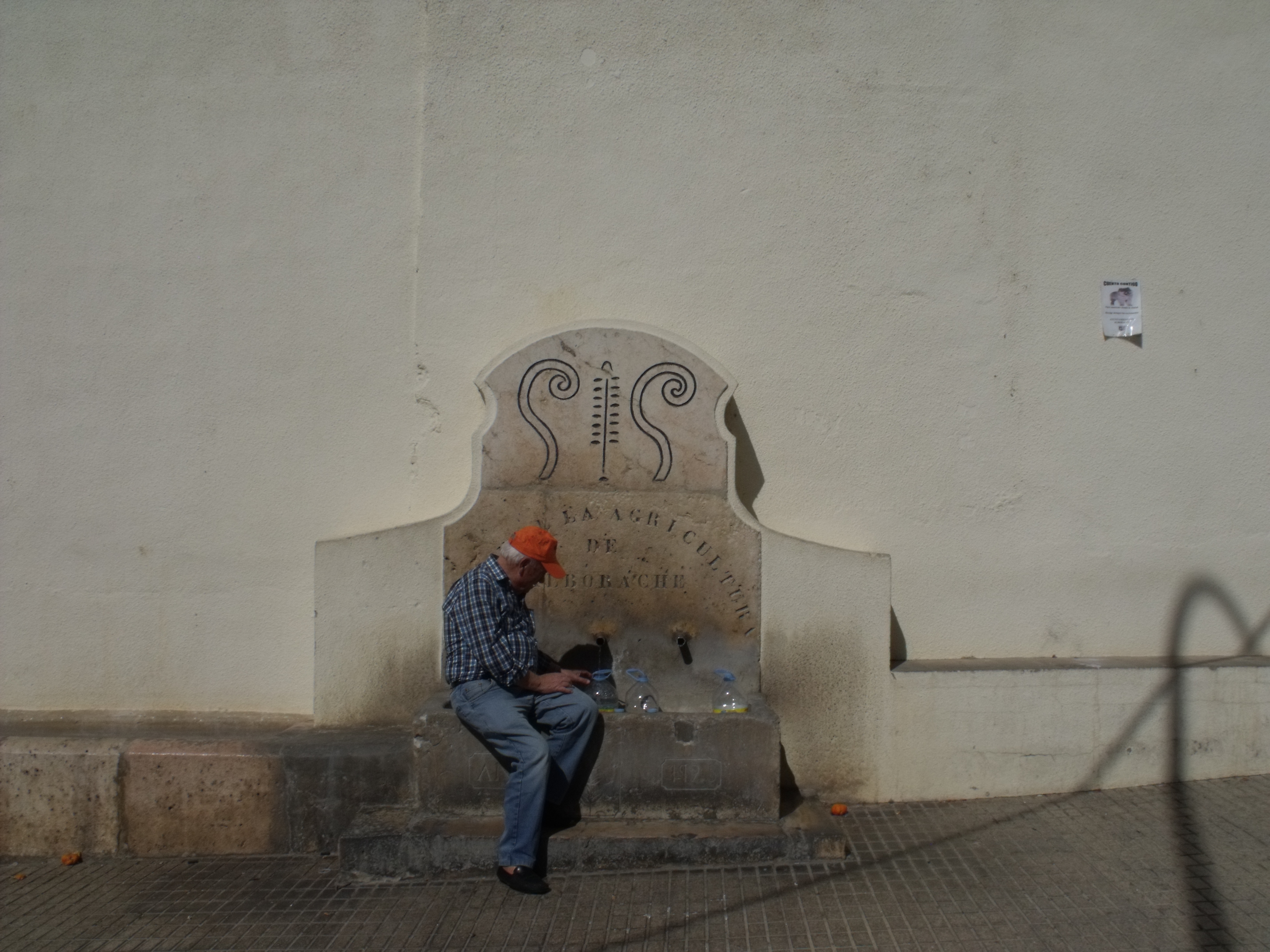
Font de l'Agricultura.
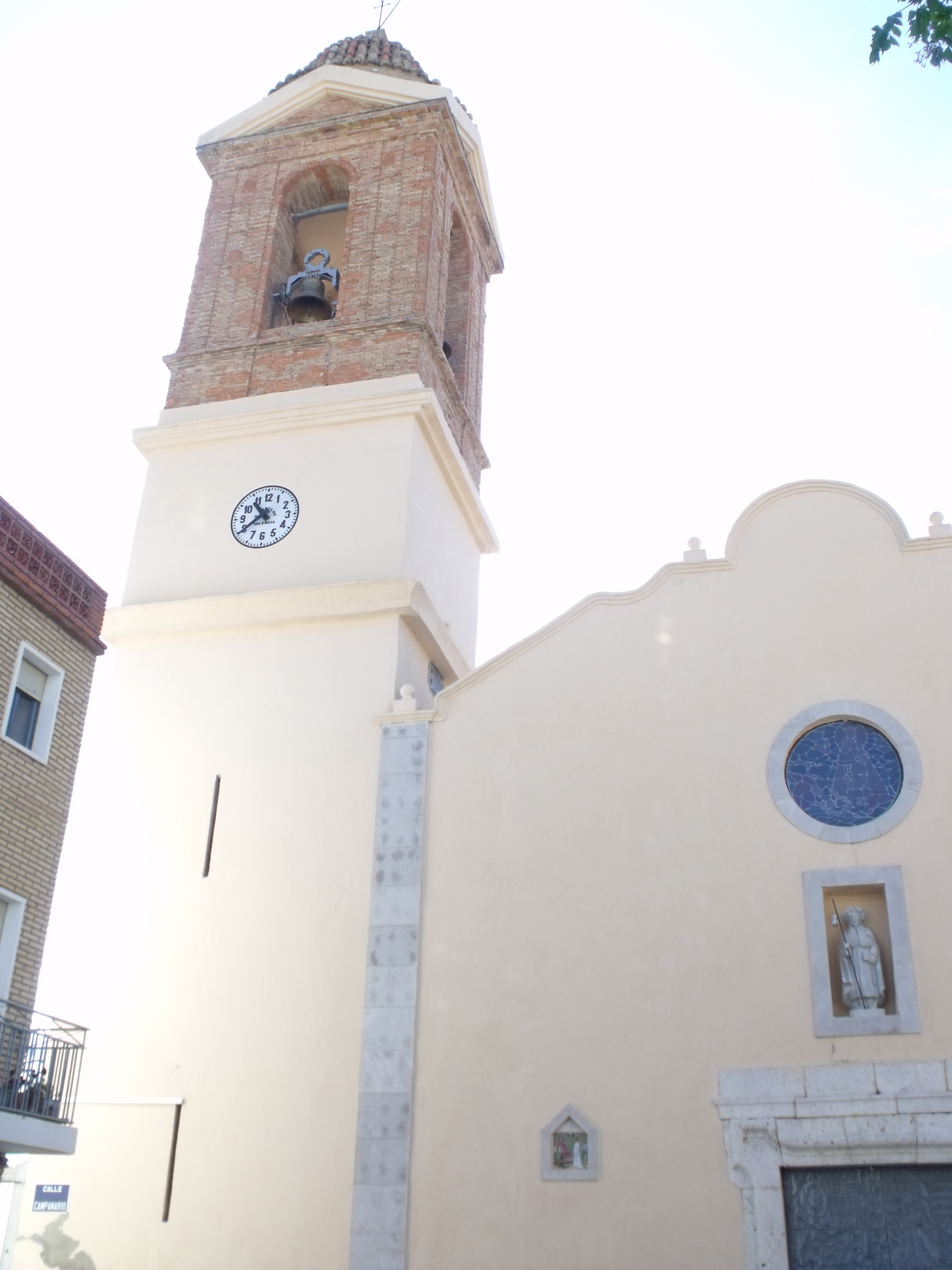
Església parroquial.
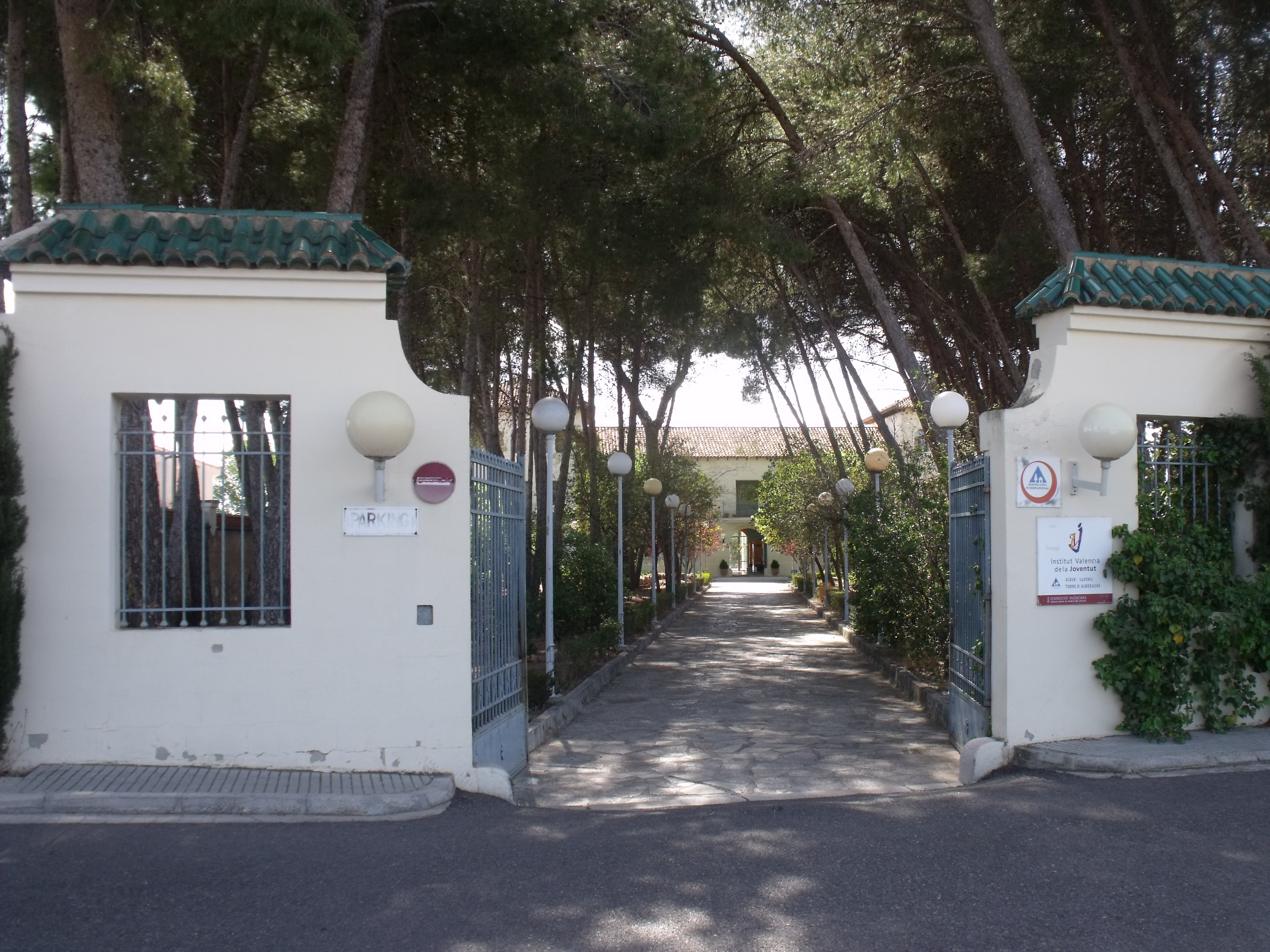
Alberg juvenil Torre d'Alboraig.
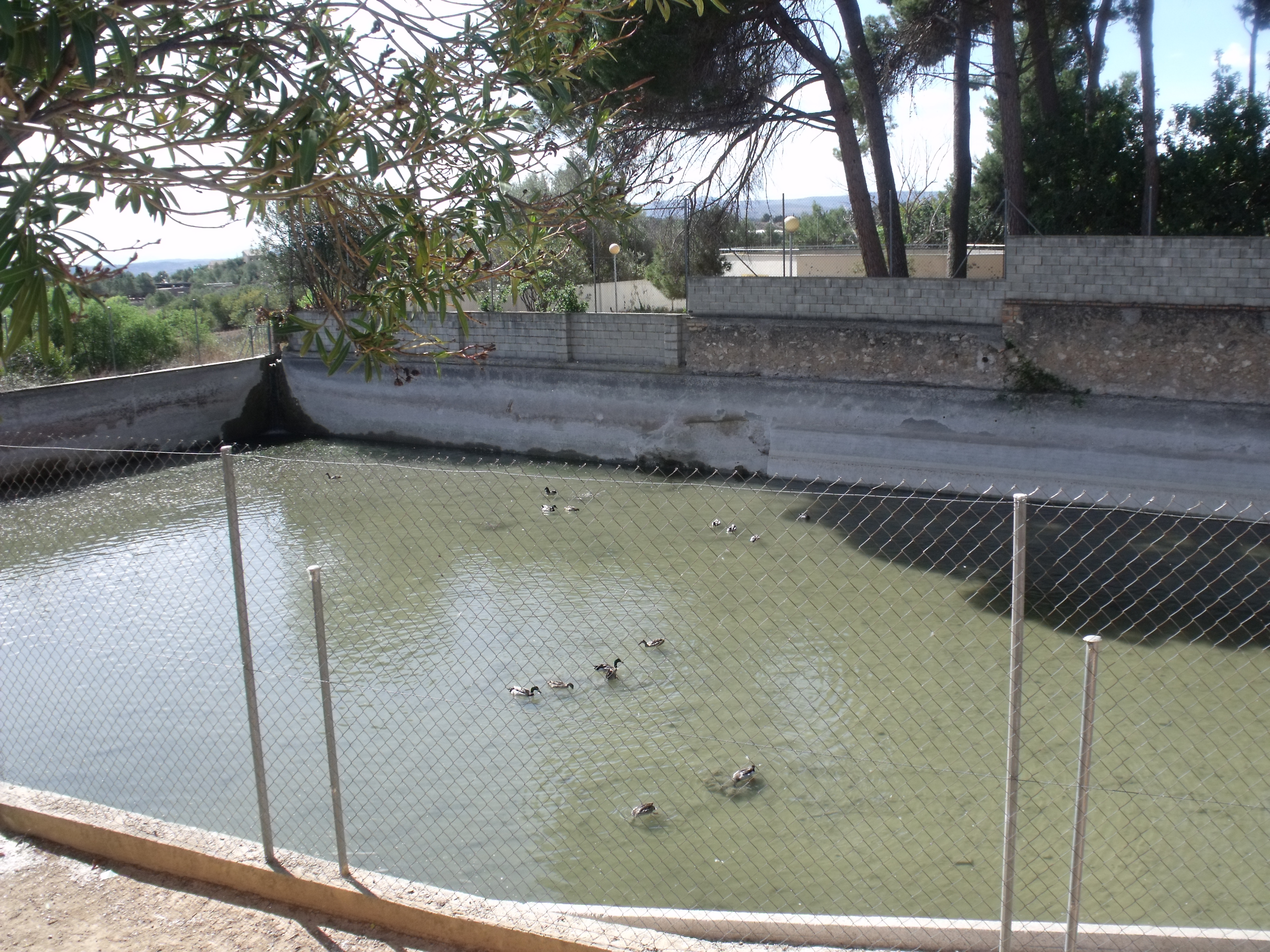
Bassa de reg.

## Llocs d'interés
En el terme d'Alboraig hi ha infinitat de fonts i brolladors, així com bells paratges naturals com el parc de Sant Jaume, Lloc del Miracle, Molí de la Llum, la Vall feliç, etc.

## Festes locals
- Festes de Sant Jaume. Del 23 al 27 de juliol, Festes en honor de Sant Jaume, Santa Anna i la Mare de Déu del Rosari. Són les festes més importants. Comencen amb el "Dia de les paelles", que se celebra el primer dissabte i on participa tot el poble.
- Setmana taurina. Entre juliol i agost se celebra la Setmana Taurina. En estos set dies hi ha corregudes de vaquetes per carrers i places, bou embolat i de corda, així com vaquetes d'aigua.
- Mare de Déu dels Desemparats. A l'agost es festeja amb activitats religioses, cercaviles, mascletaes i balls.
- Falles. Des de l'any 2006 es duu a terme esta festa. Es realitza una setmana abans que a València. La falla està feta per gent del poble.

## Gastronomia
Gastronomia mediterrània d'interior: arròs al forn, gaspatxos de pastor, paella valenciana, mullet, carns torrades a la brasa amb allioli i, per descomptat, vins de la terra.

## Fills il·lustres
- José María Cervera Lloret (Alboraig, 1910 – † Picassent, 2002) fou compositor, director d'orquestra i pedagog de la música.